# 玉林荔枝狗肉节
玉林荔枝狗肉节是在中国广西玉林市民间自发形成的节日。在每年夏至（6月21日或6月22日），当地群众便会按历史形成的风俗开始大量食用荔枝和狗肉，玉林荔枝狗肉节也由此得名。據BBC報導，每年的狗肉节上約有超過1萬隻狗被宰殺食用，引起巨大争议。

## 由来
玉林狗肉节始于2009年。中国民间谚语有“冬止鱼生夏止狗，冬至餃子、夏至麵。”玉林市文化时空研究会会长李承伦认为，狗肉在中医理论中温热容易上火，到了夏至就不可吃狗肉了，在夏至这一天，狗肉和荔枝同吃会像往常那样热火攻心，所以不可在夏至放开肚子吃大餐，另外“止”代表停止，所以也有人认为应该理解为冬至的时候吃湯圓，夏至的时候应该吃麵。

## 争议
- 在玉林荔枝狗肉节大量食用狗肉的现象，引起了众多省外和国外动物权利组织和愛狗人士的激烈抗议和反对[4][5]。包括知名演員孫儷、楊冪、范冰冰、趙薇及英國喜劇演員瑞吉·葛文也都曾呼籲廢止這項活動[1][6]。
- 玉林当地群众大多对动物权利人士的激烈反应表示难以理解，甚至有当地市民表示，“我本来不吃狗肉的，他们那样骂我们玉林人，我今年偏要去过狗肉节。”[7]
- 广西玉林市政府2014年6月7日在其官方新聞網站玉林新闻网发布声明，称所谓“夏至荔枝狗肉节”只是个别商家和民间的一种说法，其实并不存在这个节日。玉林市政府或任何社会组织都没有举办过任何形式的所谓“夏至荔枝狗肉节”活动。[8]
- 不少愛狗人士對狗肉節發起抗議，也有愛狗人士花大筆錢向狗肉販子買下多隻狗[9][10]。但愛狗人士對狗肉節的抵制和輿論，卻使狗肉節受到更廣泛的關注，吸引了更多的遊客[11]。而且愛狗人士的救狗行動，反被當地狗贩視為商機，購入更多的狗隻，留待愛狗人士購買，間接助長了當地狗市的發展[12][1]。
- 據法國國際廣播電台報導，舊金山灣區的華人動物保護組織創辦人鞏增恆女士向媒體透露，玉林市政府於2017年6月通知市內各餐廳、街頭攤檔及市場商販，從2017年6月15至21日，販賣狗肉是違法行為，可能被檢控，最高可被罰款10萬元人民幣，甚至監禁。[13]；但玉林市委宣传部於6月15日上午接受《新京報》專訪時回应，所谓“荔枝狗肉节”係本地民俗，并非官方主导的地区节日，故不存在“停办”一说。此外就“叫停狗肉交易”一事，宣传部称未听说也未发布这一政策，不清楚网传消息来源。而中国法律亦无授权任何部门下这种禁令。[14]
- 2018年6月初起，愛護動物人士在change.org、petitiontime.com與iheartdogs.com等平台聯署，抗議廣西玉林市民眾狗肉節的“虐狗活動”，而非針對食用狗肉的市場交易，其中包括圈住活狗頸部並按壓在地，拿噴火槍活烤狗，也有以繩索吊死狗，或當場拿刀支解狗的身軀。[15]

## 评论
- 《人民日报》刊文称爱狗派认为狗是伴侣动物，但从中国现实看，无论法律，还是道德，尚没有共识，还没有赋予狗这种特殊地位。狗目前具备伴侣动物和食材的二象性。爱狗人士可以传播其理念，但要有节制。双方不要绑架道德说事，而是彼此商量，找共识。[16]
- 国际人道对待动物协会（Humane Society International）宠物部主任凯利·欧米拉（Kelly O'Meara）说：“从我们在中国和其他亚洲国家的研究中发现，整个交易的所有部分都极其残酷，没有任何文化有借口让这样的情况存在，当这些狗被捕捉后，他们被放入极小的铁笼里，一个叠一个，在长途运送过程中很多狗被窒息而死，它们没水、没食物，没休息，并暴露在极为寒冷和极为炎热的天气中，那些幸存者最后面临的是被残酷地屠杀，我们认为这种情况不能在任何国家继续发生，这真的是极度残忍。”[17]
- 美国众议院民主党议员阿尔西·黑斯廷斯（Alcee L. Hastings, D-FL）提出决议案，谴责玉林狗肉节，并敦促中国政府结束狗肉交易。